# Ferrovia Roma-Giardinetti
La ferrovia Roma-Giardinetti (indicata con le abbreviazioni RMG e FC1, detta anche Roma-Centocelle e comunemente il Tranvétto) è una ferrovia italiana a scartamento ridotto.
La linea, lunga 9,2 km e interamente compresa nel comune di Roma, corrisponde all'unico tratto ancora attivo della ferrovia Roma-Fiuggi-Alatri-Frosinone ed ha come propri capolinea Laziali (nei pressi della stazione Termini) e Giardinetti. Dal 2015 è stato chiuso al traffico anche il tratto di 3,6 km tra Giardinetti e Centocelle, che quindi è divenuta il nuovo terminale.
La ferrovia, di proprietà di Roma Capitale, è affidata ad ATAC che vi opera in qualità sia di gestore dell'infrastruttura sia di impresa ferroviaria e vi fornisce un servizio ferroviario suburbano con caratteristiche di tranvia.

## Storia

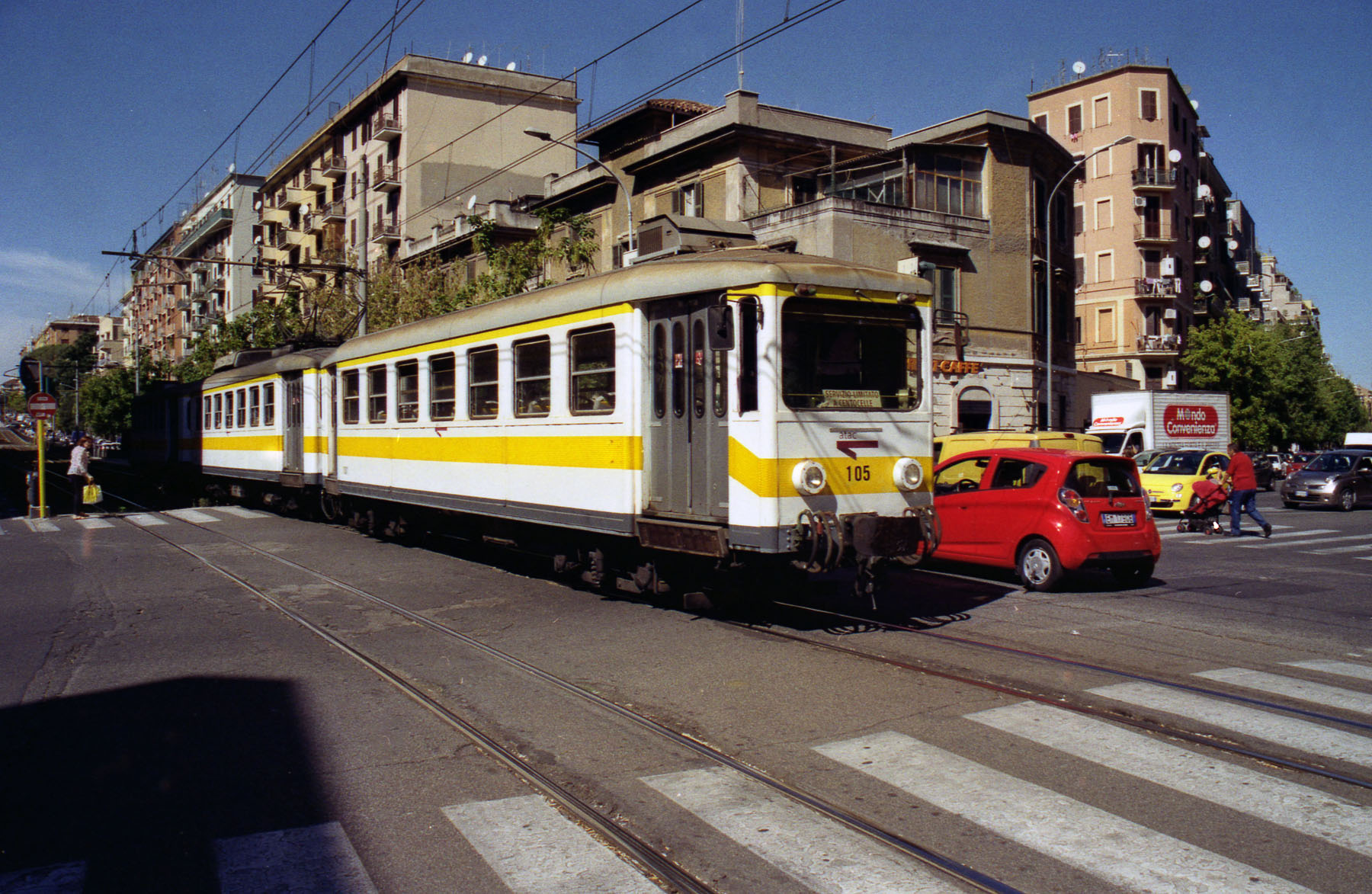
Un convoglio a composizione bloccata della serie 100 all'altezza di Torpignattara nel 2015

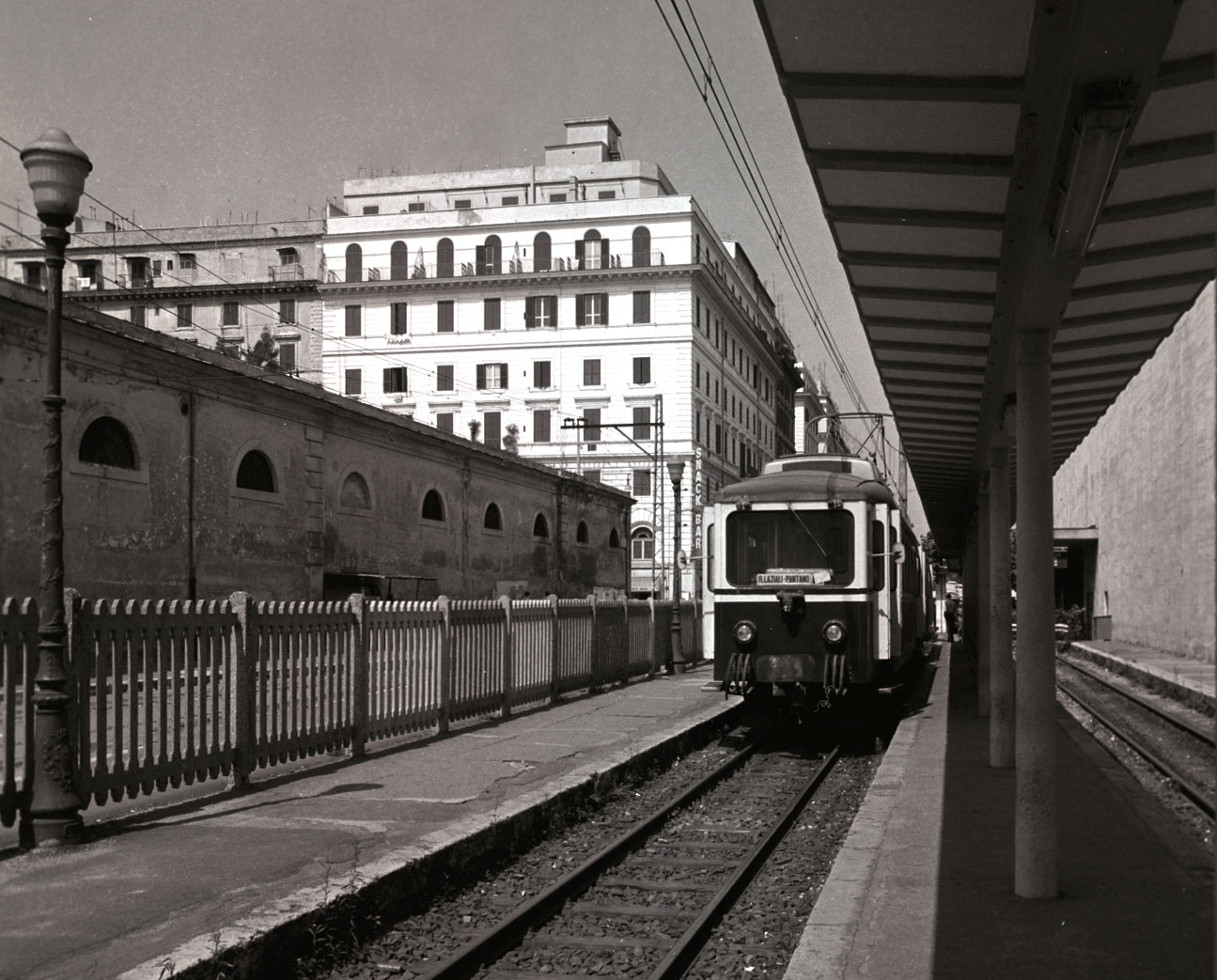
La stazione STEFER di via Giolitti nel 1975

La linea costituisce la porzione iniziale della ferrovia Roma-Fiuggi-Alatri-Frosinone, che originariamente collegava Roma a Frosinone via Fiuggi; tuttavia, a seguito di progressive dismissioni tra gli anni 1950 e '80, dal 1986 rimase in esercizio solo la tratta urbana (tra Laziali e Pantano Borghese), interamente compresa nel comune di Roma, e la linea prese il nome di Roma-Pantano Borghese (o semplicemente Roma-Pantano). In questi anni la gestione dell'infrastruttura, di proprietà della Regione Lazio, era affidata all'ACOTRAL (dal 1993 COTRAL), mentre dal 2000 in poi passò a Metroferro (poi Met.Ro., dal 2010 confluita in ATAC).
Nel 2006 furono completati i lavori di ammodernamento delle stazioni di Fontana Candida, Borghesiana, Bolognetta, Finocchio, Graniti e Pantano. Dopo tali lavori, le stazioni si presentavano predisposte per lo scartamento ordinario e convertite secondo gli standard metropolitani.
Tra il 2007 ed il 2008 la stazione di Giardinetti fu chiusa per essere totalmente ricostruita, e venne sostituita da una fermata provvisoria, lungo la via Casilina, costituita da una semplice banchina
A partire dal 7 luglio 2008 la linea fu attestata alla rinnovata stazione di Giardinetti, in quanto la tratta successiva fino a Pantano fu oggetto di lavori per trasformarla nella prima tratta della nuova linea C della metropolitana.
Se inizialmente si era pensato di convertire la ferrovia in metropolitana e mantenere il tratto finale in comune con la linea C, ciò fu in seguito ritenuto troppo oneroso, dunque la stazione di Giardinetti venne configurata come capolinea definitivo, dotata di tronchini di inversione, mentre il collegamento con il resto della linea venne in seguito smantellato ed il sedime utilizzato per allargare la sede stradale.
Il 30 novembre 2009 l'assessore alla mobilità del comune di Roma Sergio Marchi annunciò che la Roma-Giardinetti avrebbe dovuto essere tramutata in linea tranviaria, e che i lavori avrebbero dovuto iniziare dopo il completamento della linea C.
Il 6 luglio 2014 la linea venne interrotta all'altezza dallo scavalco con le linee per Napoli, Frascati, Albano Laziale e Velletri a causa della formazione di una voragine poco dopo l'uscita dalla fermata di Porta Maggiore. Il 23 settembre la circolazione sul tratto sospeso viene ripristinata.
Nel 2014, a seguito dell'apertura della prima tratta della linea C, si avviò una discussione sul futuro della Roma-Giardinetti. La ferrovia, che in parte attraversava ancora le strade in sede promiscua, era considerata ormai obsoleta, oltre fatto che un lungo tratto era parallelo alla nuova metropolitana, quindi se ne paventò la soppressione. In un articolo apparso nel gennaio 2015 sul quotidiano romano Il Tempo, si ipotizzava la cessione dell'infrastruttura da parte della Regione Lazio a Roma Capitale, che ne avrebbe poi disposto la chiusura con relativo smantellamento degli impianti. La stessa ATAC chiese nel maggio dello stesso anno la cessione della proprietà all'amministrazione cittadina. Tuttavia, agli inizi del 2015 il flusso di passeggeri risultava molto più alto di quello della linea C (che ancora era priva degli interscambi con le linee A e B), e pertanto furono ipotizzati anche un prolungamento della linea fino a Piazza dei Cinquecento o, nuovamente, un suo riutilizzo come linea tranviaria.
Il 19 marzo 2015 l'assessore alla mobilità Guido Improta specificò che la linea non sarebbe stata dismessa, e che anzi era allo studio un suo prolungamento verso il campus dell'Università degli Studi di Roma Tor Vergata; parte del materiale rotabile, che in alcuni casi raggiungeva gli 80 anni di età, sarebbe stato esposto nel Polo museale dei trasporti di Porta San Paolo.
Il 3 agosto 2015 la linea fu ulteriormente limitata a Centocelle in quanto il tratto tra quest'ultima e Giardinetti si sovrapponeva parzialmente alla linea C, che intanto era stata ulteriormente prolungata e beneficiava degli interscambi con le altre linee.

### Il rilancio e la conversione in metrotranvia
Nel 2018 venne presentato al MIT il progetto per la riqualificazione della linea e la sua conversione in metrotranvia, con il passaggio dallo scartamento ridotto a quello ordinario.
Nel dettaglio, il progetto prevede:
- Il prolungamento nord Laziali-Termini: dopo 70 anni la linea percorrerà nuovamente Via Giolitti ed il nuovo capolinea meridionale si attesterà all'altezza di Via Gioberti, presso l'ingresso della "galleria gommata" ovvero l'ambiente principale della stazione Termini, consentendo un migliore interscambio per i passeggeri. Inoltre la linea non sarà più isolata e verrà raccordata alla rete tranviaria cittadina, mediante un binario che dal nuovo capolinea sud si allaccerà a quelli delle linee 5 e 14 e potrà essere utilizzato per effettuare collegamenti di servizio;

- l'ammodernamento della tratta Laziali-Giardinetti: consistente nel rifacimento della sede ferroviaria, dell'armamento, della linea di contatto, del segnalamento, l'adeguamento delle fermate con banchine rialzate, oltre ad una riconnessione con la rotatoria tranviaria di Porta Maggiore e una futura connessione con la nuova tranvia "Palmiro Togliatti";
- l'istituzione delle nuove fermate "De Marchesetti" e "Policlinico Casilino";
- il prolungamento sud Giardinetti-Tor Vergata: lungo 3.6 km e dotato di 8 nuove fermate, con capolinea attestato presso il Nuovo Rettorato Universitario e l'accesso del Policlinico di Tor Vergata;
- nel PUMS viene considerata l'ipotesi di un prolungamento futuro, da Tor Vergata al parcheggio Scambiatore A1.

Nel 2020 la sindaca di Roma Virginia Raggi annunciò la trasformazione della linea in metrotranvia, confermando il prolungamento a Termini ed a Tor Vergata. La nuova metrotranvia avrebbe assunto la denominazione di linea G rispetto alla metropolitana e di linea 11 rispetto alla rete tranviaria. Nel giugno 2020 il Ministero delle infrastrutture e dei trasporti stanziò oltre 200 milioni di euro per i lavori, prevedendo il loro inizio nel 2022 e la loro conclusione nel 2024. Con DPCM 5 agosto 2021, il governo Draghi nominò appositi commissari straordinari per il completamento di 44 opere infrastrutturali, inclusa la trasformazione della Roma-Giardinetti in metrotranvia. In vista di questo intervento, nel dicembre 2021 si deliberò che la proprietà della linea fosse trasferita dalla regione Lazio al comune di Roma e che la linea sarebbe stata chiusa nel corso del 2023 in modo da poter iniziare i lavori, che però non furono avviati a causa del parere contrario della Soprintendenza; pertanto, la nuova scadenza per l'avvio dei lavori è il 2026, ovvero alla fine del Giubileo.
Dal 1º al 7 dicembre 2023 il servizio viaggiatori sulla rimanente tratta Roma-Centocelle è stato sospeso a seguito dello svio del convoglio bloccato 423 su uno degli scambi inglesi di Centocelle; un altro incidente nello stesso punto si è ripetuto l'11 aprile 2024, coinvolgendo il treno bloccato 421, con una dinamica molto simile (uno dei carrelli della motrice è sviato durante le manovre di uscita dal deposito), tuttavia in questo secondo caso il servizio è ripreso nel primo pomeriggio dello stesso giorno; i due treni coinvolti sono rientrati in servizio rispettivamente il 25 dicembre 2023 (423) e l'8 giugno 2024 (421).
Nel gennaio 2025 viene approvato il prolungamento del tracciato fino al parcheggio scambiatore A1.

## Caratteristiche

Stile dei pannelli della linea, questo è quello esposto alla fermata di Tor Pignattara

La linea è una ferrovia a doppio binario e scartamento ridotto da 950 mm. Tra le fermate di Porta Maggiore e Ponte Casilino è presente un tratto di binario interallacciato: a causa dell'esiguità dello spazio disponibile, i due tracciati si sovrappongono in parte l'uno nell'altro; ad un osservatore esterno sembra, in apparenza, un tratto a binario semplice, ma le due direzioni d'esercizio rimangono separate. La circolazione dei treni in quel tratto è regolata da blocco automatico.
Il servizio esercitato è di tipo tranviario: per esempio negli incroci stradali il segnalamento semaforico adottato è quello di tipo tranviario. La circolazione dei treni è a destra.
La linea è elettrificata in corrente continua con tensione da 1.650 V e si sviluppa per 9 km.

### Percorso
| Unknown route-map component "exKBHFa" | Unknown route-map component "d" | Head station | Unknown route-map component "d" |  |

| Unknown route-map component "exBHF" | Unknown route-map component "d" | Straight track | Unknown route-map component "d" |  |

| Unknown route-map component "KBHFxa" | Unknown route-map component "d" | Straight track | Unknown route-map component "d" |  |

| Unknown route-map component "v-HST" | Unknown route-map component "d" | Unknown route-map component "v-STR" |  | Unknown route-map component "exv-ENDEa" |

| Unknown route-map component "STR~L" | Unknown route-map component "exSTRl+4h" + Unknown route-map component "STR~R" | Unknown route-map component "ehKRZa" | Unknown route-map component "exSTRq" | Unknown route-map component "exABZr+r" |

| Unknown route-map component "uCONTgq" + Unknown route-map component "STR~L" | Unknown route-map component "uABZq+lr" + Unknown route-map component "STR~R" | Unknown route-map component "mhKRZe" | Unknown route-map component "uCONTfq" | Unknown route-map component "exDST" |

| Unknown route-map component "d" | Unknown route-map component "d" + Unknown route-map component "HSTeBHF" | Urban straight track | Straight track |  | Unknown route-map component "exSTR" |

| 1+561 |
| 0+00  |

| Unknown route-map component "STR~L" | Unknown route-map component "exSTR3h+l" + Urban straight track + Unknown route-map component "STR~R" | Unknown route-map component "eKRZo" | Unknown route-map component "exSTRq" | Unknown route-map component "exABZgr+r" |

| Unknown route-map component "uCONTgq" + Unknown route-map component "STR~L" | Unknown route-map component "uABZgr+r" + Unknown route-map component "STR~R" | Straight track | Non-passenger head station | Unknown route-map component "exENDEe" |

| Unknown route-map component "cd" | Unknown route-map component "mvSTR" | Unknown route-map component "c" | Unknown route-map component "ABZgl" | Unknown route-map component "ABZqr" | Unknown route-map component "CONTfq" |

| Unknown route-map component "STR~L" | Unknown route-map component "STR~R" + Unknown route-map component "uSTRl" | Unknown route-map component "mhKRZa" | Urban transverse track | Unknown route-map component "uSTR+r" |

| Unknown route-map component "c" + Unknown route-map component "exSTRl" | Unknown route-map component "cd" + Unknown route-map component "vSTR2-" | Unknown route-map component "c" + Unknown route-map component "exdSTRq" | Unknown route-map component "cSTRc3" | Unknown route-map component "ehKRZ" | Unknown route-map component "exSTR2h+r" | Unknown route-map component "exdBS2c3" + Urban straight track |

| Unknown route-map component "cd" | Unknown route-map component "c" + Unknown route-map component "hSTRc2" | Unknown route-map component "dSTRc1" | Unknown route-map component "c" + Unknown route-map component "v-STR+4" | Unknown route-map component "cd" + Unknown route-map component "hSTR3" |  | Unknown route-map component "emvSTR" |

| Unknown route-map component "cd" | Unknown route-map component "hSTR+1e" | Straight track + Unknown route-map component "hSTRc4" | Unknown route-map component "cd" | Unknown route-map component "exdHST" | Unknown route-map component "udSTR" |

|  | Straight track | Unknown route-map component "PRSl" | Unknown route-map component "exSTR~L" + Unknown route-map component "uKDSTaq" | Unknown route-map component "exSTR~R" + Unknown route-map component "uABZgr" |

|  | Straight track | Stop on track | Unknown route-map component "exSTR~L" | Unknown route-map component "c" + Unknown route-map component "exSTR~R" + Unknown route-map component "uSTRl" | Unknown route-map component "cd" + Unknown route-map component "ulCONTf@Fq" |

| Unknown route-map component "d" | Straight track | Straight track | Unknown route-map component "d" | Unknown route-map component "exHST" |

| Unknown route-map component "d" | Straight track | Unknown route-map component "eABZg+l" | Unknown route-map component "exdSTRq" | Unknown route-map component "exSTRr" |

|  | Straight track | Stop on track |  |  |

| Unknown route-map component "CONTgq" | Unknown route-map component "KRZor+r" | Unknown route-map component "KRZo" | Unknown route-map component "CONTfq" |  |

| Straight track | Stop on track |  |

| Unknown route-map component "dCONTgq" | One way rightward | Straight track | Unknown route-map component "d" |  |

| Unknown route-map component "extLSTR" |  | Straight track |  |  |

| Unknown route-map component "extSTRe" | Unknown route-map component "exSTRc2" | Unknown route-map component "eABZg3" |  |  |

| Unknown route-map component "exSTRo" | Unknown route-map component "exSTR+1" | Stop on track + Unknown route-map component "exSTRc4" |  |  |

| Unknown route-map component "exSTRo" | Unknown route-map component "exSTRf" | Stop on track |  |  |

| Unknown route-map component "exSTRl" | Unknown route-map component "exKRZ" | Unknown route-map component "eABZg+r" |  |  |

| Unknown route-map component "exSTRf" | Unknown route-map component "HSTeBHF" |  |

| Unknown route-map component "exSTRl" | Unknown route-map component "eABZgr+r" |  |

| Stop on track |

| Stop on track |

| Unknown route-map component "d" | Unknown route-map component "vSTR-KDSTa" |

| Unknown route-map component "d" | Unknown route-map component "vÜSTl" |

| Unknown route-map component "d" | Unknown route-map component "vBHF-STR" |

| Unknown route-map component "d" | Unknown route-map component "vSTR-DST" |

| 6+059 |
| 0+000 |

| Unknown route-map component "d" | Unknown route-map component "vÜSTxr" |

|  | Unknown route-map component "STR~L" | Unknown route-map component "STR~R" + Junction both to and from left | Unknown route-map component "ENDE+rxe" |

|  | Unknown route-map component "d" | Unknown route-map component "vSTR-KDSTe" | Unknown route-map component "exv-HST" |

|  | Unknown route-map component "v-STR" | Unknown route-map component "d" | Unknown route-map component "exv-HST" |

|  | Unknown route-map component "v-STR" | Unknown route-map component "d" | Unknown route-map component "exv-HST" |

|  |  | Straight track | Unknown route-map component "exdSTRc2" | Unknown route-map component "exABZ23" | Unknown route-map component "d" + Unknown route-map component "utCONT3" + Unknown route-map component "exdSTRc3" |

|  |  | Straight track | Unknown route-map component "exdSTR2+1" + Unknown route-map component "exldHST" | Unknown route-map component "utHSTACC+1" + Unknown route-map component "exSTRc1234" | Unknown route-map component "exdSTR3+4" |

|  |  | Straight track | Unknown route-map component "exdSTRc1" | Urban tunnel straight track + Unknown route-map component "exSTR1+4" | Unknown route-map component "exdSTRc4" |

|  | Unknown route-map component "d" | Small non-passenger station on track | Unknown route-map component "d" | Unknown route-map component "utHSTACC" |

|  | Unknown route-map component "d" | Small non-passenger station on track | Unknown route-map component "d" | Urban tunnel straight track |

|  | Unknown route-map component "d" | Small non-passenger station on track | Unknown route-map component "d" | Unknown route-map component "utHSTACC" |

|  | Unknown route-map component "d" | Small non-passenger station on track | Unknown route-map component "d" | Urban tunnel straight track |

|  | Unknown route-map component "d" | Straight track | Unknown route-map component "d" | Unknown route-map component "utHSTACC" |

|  | Unknown route-map component "d" | Small non-passenger station on track | Unknown route-map component "d" | Urban tunnel straight track |

|  | Unknown route-map component "d" | Small non-passenger station on track | Unknown route-map component "d" | Unknown route-map component "utHSTACC" |

|  | Unknown route-map component "d" | Unknown route-map component "SKRZ-Au" | Unknown route-map component "d" | Urban tunnel straight track |

|  | Unknown route-map component "d" | Unknown route-map component "KDSTxe" | Unknown route-map component "d" | Urban tunnel straight track |

|  | Unknown route-map component "d" | Unknown route-map component "exHST" | Unknown route-map component "d" | Urban tunnel straight track |

|  | Unknown route-map component "d" | Unknown route-map component "exCONTf" | Unknown route-map component "d" | Unknown route-map component "utCONTf" |

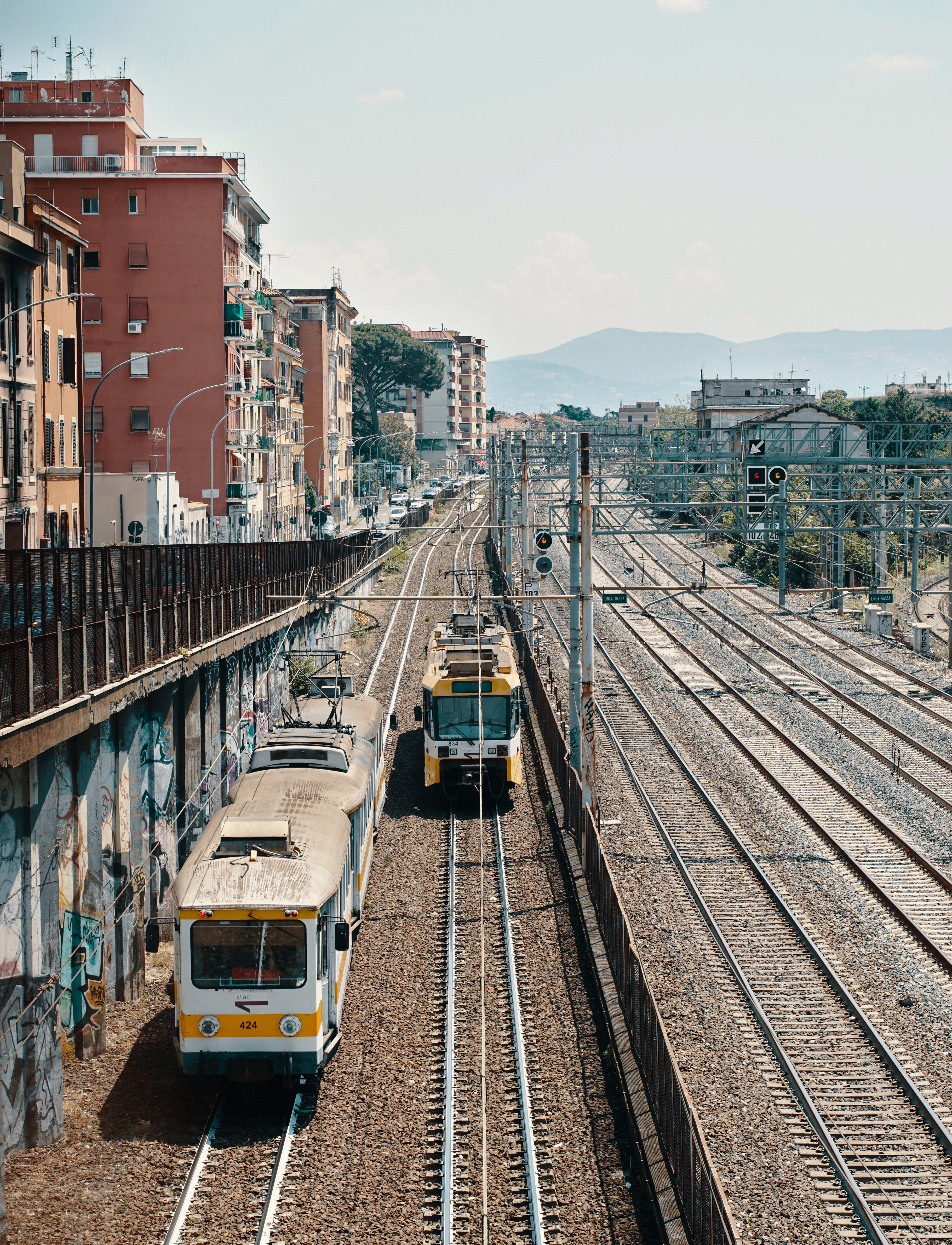
Due convogli urbani si incrociano nel tratto parallelo alle linee RFI per Napoli, tra le fermate di Ponte Casilino e Sant'Elena

La stazione di testa, denominata Roma Laziali, si trova in via Giovanni Giolitti, nei pressi della stazione di Roma Termini.
La linea prosegue in sede riservata lungo via Giolitti giungendo a Porta Maggiore, dove la fermata è posta nei pressi dei fornici sotto le mura aureliane. Da Porta Maggiore si diramava un tempo, per raggiungere lo scalo merci della linea, un binario che percorreva Viale dello Scalo San Lorenzo. Attraversato a raso piazzale Labicano e le linee tranviarie urbane che lo percorrono, la Roma-Giardinetti sottopassa e prosegue parallela alle linee RFI per Napoli, fino alla fermata di Villini, e successivamente prosegue al centro di via Casilina servendo i quartieri periferici di Torpignattara e Centocelle.
Centocelle è una stazione a quattro binari dalla quale fino al 1982 si diramava un'asta a doppio binario in direzione di piazza dei Mirti. Questa diramazione percorreva in sede riservata via Tor de' Schiavi, via delle Camelie e via dei Castani.
Superata la fermata di Togliatti, la linea si sposta a lato della Casilina e giunge fino al capolinea periferico denominato Giardinetti, posto immediatamente all'esterno del Grande Raccordo Anulare. Dal 3 agosto 2015 la linea è limitata alla stazione di Centocelle che si trova in mezzo alla Casilina tra il deposito della linea e il Parco di Centocelle.

#### Stazioni e fermate
Avendo caratteristiche ibride fra un treno a scartamento ridotto ed un tram, anche le stazioni lungo la linea sono conformate in modo eterogeneo. Le più significative, ovvero Laziali, Porta Maggiore, Ponte Casilino, Alessi, Filarete, Tor Pignattara, Centocelle e Giardinetti hanno caratteristiche ferroviarie (alcune anche dotate di pensiline e sottopassi) mentre le altre, costituite da un tratto di banchina scoperta, sono più simili a fermate tramviarie.
In passato le stazioni nel tratto cittadino erano quasi tutte di tipo tramviario, mentre a partire da quella di Centocelle in molte erano dotate di banchine più larghe e spesso anche di un fabbricato viaggiatori. La stazione di Centocelle ad oggi non utilizza più il vecchio fabbricato ma due banchine coperte a sé stanti, costruite sul nuovo fascio binari, mentre la stazione di Giardinetti, fino al 2008 era una semplice fermata passante di tipo tramviario, prima della costruzione dell'attuale stazione terminale (rimasta senza traffico dal 2015).

#### Luoghi di interesse
Attraverso la ferrovia Roma Laziali-Giardinetti è possibile raggiungere i seguenti luoghi di interesse: Piazza Vittorio Emanuele II, chiesa di Santa Bibiana, teatro Ambra Jovinelli, tempio di Minerva Medica, Porta Maggiore, i quartieri Prenestino-Labicano, Torpignattara e Prenestino-Centocelle con l'ospedale "Vannini - Figlie di San Camillo", il parco di Villa De Sanctis, le Catacombe dei Santi Marcellino e Pietro, il Mausoleo di Elena e il Parco archeologico di Centocelle.

## Traffico
Il servizio viene espletato dall'ATAC con corse cadenzate generalmente ogni 7 minuti dalle ore 6 alle ore 20, ogni 10 minuti nelle altre fasce orarie. Le corse vengono sospese dalle 22:30 alle 5:00.

## Materiale rotabile

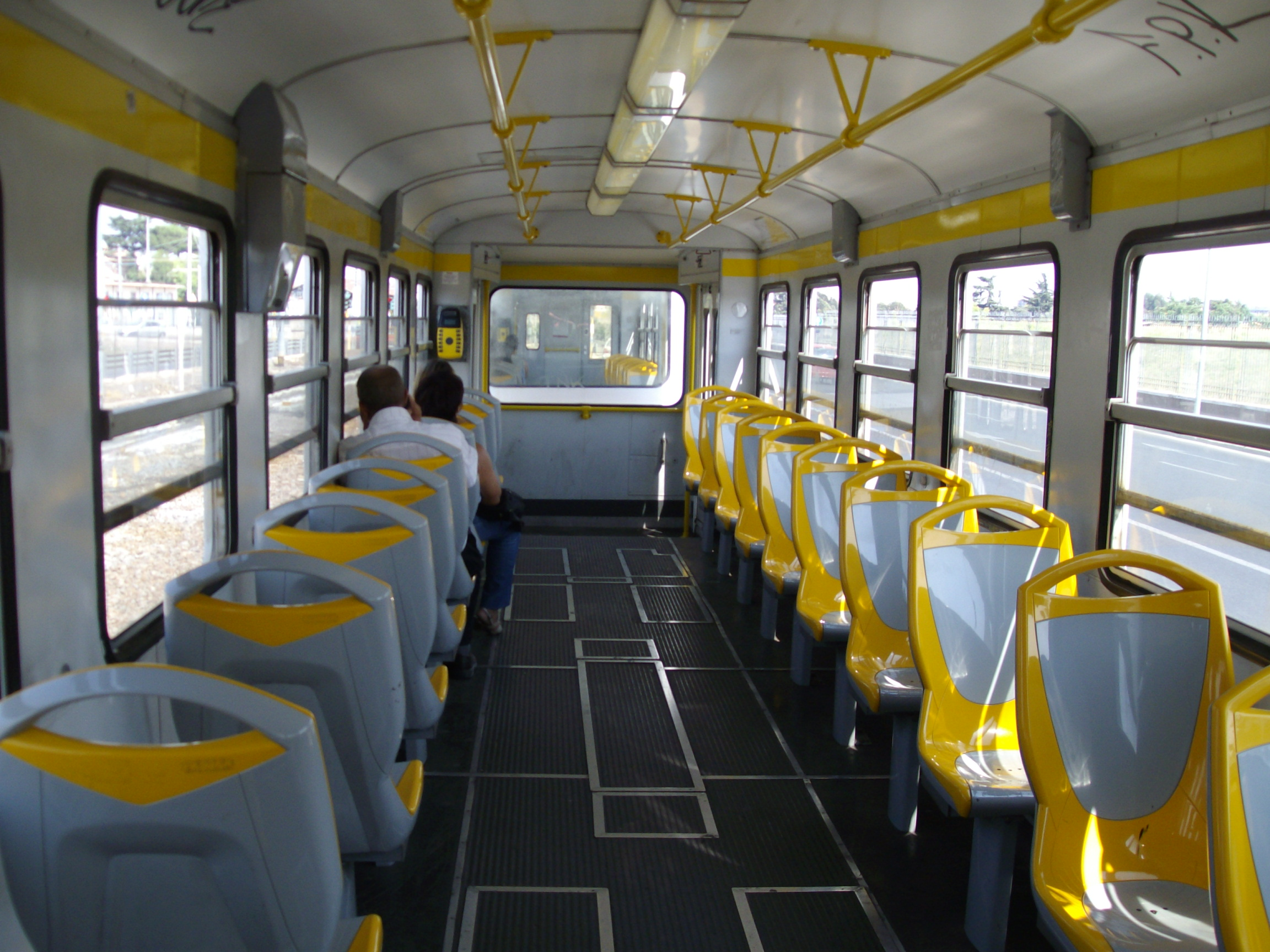
Interno di un treno bloccato urbano rinnovato

Il materiale rotabile deriva da quello della ferrovia Roma-Fiuggi-Alatri-Frosinone.
Dotazione elettromotrici che effettuano regolare servizio urbano sulla linea Roma Laziali-Pantano all'anno 2006 / gestore Met.Ro.
- 3 elettromotrici STEFER costruite (come rimorchiate) nel 1926 gruppo 0 e numerate da 01 a 03.
- 4 elettromotrici STEFER costruite nel 1941 gruppo 100 e numerate 103, 105, 106 e 110.
- 8 elettromotrici STEFER costruite nel 1926 gruppo 420 e numerate da 420 a 426 e 428.

Questi tre gruppi sono stati tutti ammodernati tra il 1960 e il 1961.
Oltre alle elettromotrici il parco rotabili è composto anche da due gruppi di elettrotreni:
- 6 elettrotreni articolati Firema tipo T81 costruiti nel 1987/8 a tre casse e numerati da 820 a 825 con 286 posti.
- 6 elettrotreni articolati Firema tipo T66 costruiti nel 1999 a due casse e numerati da 831 a 836 con 220 posti.

Oltre al materiale di trazione esistono anche 28 rimorchiate pilota suddivise in quattro gruppi:
- 20 Rimorchiate pilota costruite negli anni 1920 del gruppo 050: 050, 051, 052, da 054 a 069, e 071.
- 3 Rimorchiate pilota costruite negli anni 1940 del gruppo 080: 082, 084 e 085.
- 4 Rimorchiate pilota del gruppo 100: 101, 104, 107 e 109.
- 3 Rimorchiate pilota del gruppo 120: da 121 a 123.

### Composizioni bloccate

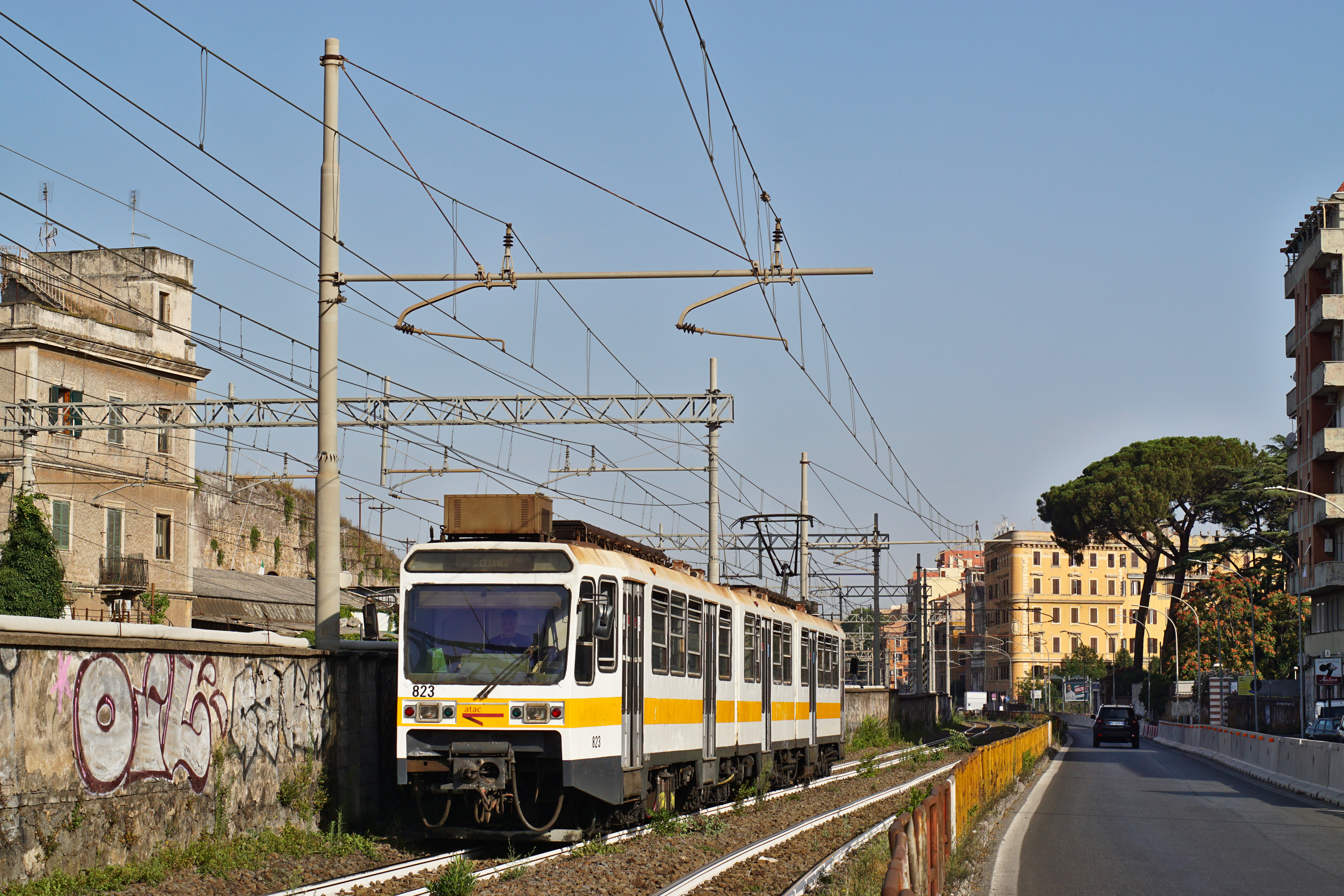
Convoglio ET 823 a tre casse del 1989

Il materiale rotabile circola sempre in composizioni bloccate. I dati in corsivo si riferiscono al materiale rotabile prima della chiusura della tratta Giardinetti-Pantano.
Motrici Gruppo 0 (Rp-M+Rp)
La composizioni di questo gruppo sono 121-01+054, 123-02+058 da 324 posti più la 122-03 da 230 posti. La EM 01 e rispettive RP 121 e 054 non in servizio a causa di incidente avvenuto nel 2011; le altre due composizioni risultano accantonate dal 2018 per la 02, e dal 2017 per la 03.
Non circola più nessun bloccato serie 00.
Motrici Gruppo 100 (Rp-M+Rp)
Le composizioni sono 107-103+085, 101-105+084 e 104-106+082 da 332 posti più la composizione 109-110 da 230 posti. Il complesso 109-110 è l'unico circolante a 2 casse, rimangono in attività solo il complesso 106 e 110, i complessi 105 e 103 sono stati fermati rispettivamente nel 2018 e 2020.
Motrici Gruppo 420 (Rp-M-Rp)
Le composizioni sono 062-420-064, 056-421-063, 051-422-057, 060-423-061, 068-424-071, 066-425-069, 059-426-067, 073-427-070 052-428-065 e 050-429-055, tutte da 280 posti.
Le EM 426 e relativi rimorchi pilota ed EM 428 con relativi rimorchi non sono in servizio a causa di incidenti. Le EM 427, 429 e relativi rimorchi risultano alienate.
Risultano in servizio 420, 421, 423 e 425. Il complesso 422 risulta fermo dal 2022, tuttavia abilitato in deposito presumibilmente come riserva; il complesso 424 risulta fermo da dicembre 2023.
Elettrotreni Gruppo 820 a tre casse
ET 820 - ET 823 - ET 825 fermati tra il 2022 e 2023.
ET 821 in lavorazione per reimmissione in servizio dopo lavorazioni da recupero a seguito di incidente, ma mai rientrato in servizio. ET 822 inviato per revisione generale alle Officine De Luca (Cancello e Arnone), mai completata. ET 824 accantonato al Parco Rotabili (ala est del deposito di Centocelle).
Attualmente non circolano dunque complessi della serie 820.
Elettrotreni Gruppo 830 a due casse
ET832 - ET 833 - ET 834 - ET835 - ET836 in servizio. Il rimanente (ET 831) risulta fermo dal 2022.

### Fonti
1. ↑  "Il Tranvetto della via Casilina a Roma"
2. ↑  Per la storia precedente al 1986, vedi ferrovia Roma-Fiuggi-Alatri-Frosinone.
3. ↑   Sulla linea Roma-Giardinetti un tram invece del treno, su ricerca.repubblica.it.
4. ↑   Mobilità: lavori via Giolitti, Termini-Giardinetti interrotta [collegamento interrotto], su agi.it.
5. ↑   Termini-Giardinetti: linea interrotta fra Porta Maggiore e Termini, su romatoday.it.
6. ↑   Comunicato Stampa: Ferrovia Roma-Giardinetti, CeSMoT: positiva riapertura tratta Porta Maggiore Roma Laziali ma necessario definire futuro linea, su cesmot.it.
7. 1 2 3   Trenino Roma-Giardinetti: la corsa è finita, su iltempo.it, Il Tempo. URL consultato il 28 gennaio 2015 (archiviato dall'url originale il 28 gennaio 2015).
8. ↑   Trasporti, il piano dell'Atac: "Al Campidoglio la proprietà delle ferrovie urbane", su roma.repubblica.it. URL consultato il 29 maggio 2015.
9. ↑   I romani preferiscono la vecchia ferrovia, su iltempo.it, Il Tempo. URL consultato il 2 febbraio 2015 (archiviato dall'url originale il 2 febbraio 2015).
10. ↑   La Roma-Giardinetti devierà sulla Togliatti: destinazione Tor Vergata, su romatoday.it.
11. ↑   Termini Giardinetti Tor Vergata | Roma Mobilità, su romamobilita.it. URL consultato il 16 gennaio 2024.
12. ↑   Andrea Arzilli, Roma, Raggi: al posto della ferrovia Giardinetti nascerà la metro G, in Corriere della Sera, 24 maggio 2020. URL consultato il 24 giugno 2020.
13. ↑   Termini Giardinetti Tor Vergata, su romamobilita.it. URL consultato il 7 ottobre 2021.
14. ↑   Ministero delle infrastrutture e dei trasporti, Trasporti: 213 milioni per la nuova tramvia di Roma “Termini – Giardinetti – Tor Vergata”, su mit.gov.it, 8 giugno 2020. URL consultato il 22 dicembre 2020 (archiviato dall'url originale il 25 aprile 2022).
15. ↑   Giorgio Santilli, Infrastrutture, ecco la nuova lista delle 44 opere da sbloccare per 13 miliardi, in Il Sole 24 Ore, 16 giugno 2021. URL consultato il 9 ottobre 2021.
16. ↑   Governo Italiano - Commissari straordinari nominati per la realizzazione degli interventi infrastrutturali prioritari, su presidenza.gov.it, 22 settembre 2021. URL consultato il 9 ottobre 2021.
17. ↑   Barbara Polidori, Passi in avanti per la linea G: la Roma-Giardinetti passerà dalla Regione al Comune, in Roma Today, 6 dicembre 2021. URL consultato il 28 dicembre 2021.
18. ↑   Carlo Andrea Tortorelli, Trasporti, la Roma-Giardinetti chiude nel 2023: al via i lavori per la metro G, in La Repubblica, 15 dicembre 2021. URL consultato il 15 dicembre 2021.
19. ↑   Linea G: i comitati chiedono la riapertura della tratta Centocelle-Giardinetti, su RomaToday. URL consultato l'11 maggio 2024.
20. ↑   Il caso della linea Termini - Centocelle ferma da inizio dicembre, su RomaToday. URL consultato l'11 maggio 2024.
21. ↑   Foto dello svio del bloccato 421, avvenuto sul raccordo deposito-Centocelle la mattina dell'11 aprile 2024, su facebook.com.
22. ↑   Elenco del materiale rotabile, aggiornato giornalmente, su docs.google.com.
23. ↑   Ferrovie.it - Roma, approvate altre tre linee tranviarie, su Ferrovie.it. URL consultato il 14 gennaio 2025.
24. 1 2  Il tracciato
25. ↑  Ordine di Servizio n. 26 del 18 marzo 1924
26. ↑   Azienda per la mobilità, su atac.roma.it, ATAC S.p.A..
27. ↑   Vista da Street View delle officine De Luca, sullo sfondo si intravedono la cassa intermedia e una delle casse esterne dell'ET 822, su google.it.